# Свети Климент Охридски (Стояково)
Вижте пояснителната страница за други значения на Свети Климент Охридски.
„Свети Климент Охридски“ (на македонска литературна норма: „Свети Климент Охридски“) е източнокатолическа църква в гевгелийското село Стояково, Северна Македония. Църквата е част от източнокатолическата Струмишко-Скопска епархия. Храмът е филиал на енорията „Св. св. Петър и Павел“ в Гевгели.
Енорията е основана в 1861 година като част от Македонския български апостолически викариат. Първоначално броят на католическите къщи е около 300. Първият храм е посветен на „Света Неделя“, която е взета от православните. В 1933 година една стара къща, начерена Мандра, е превърната в храм „Успение Богородично“. Днешната църква, посветена на Свети Климент Охридски, е построена в 1968 година.